# Franja variable

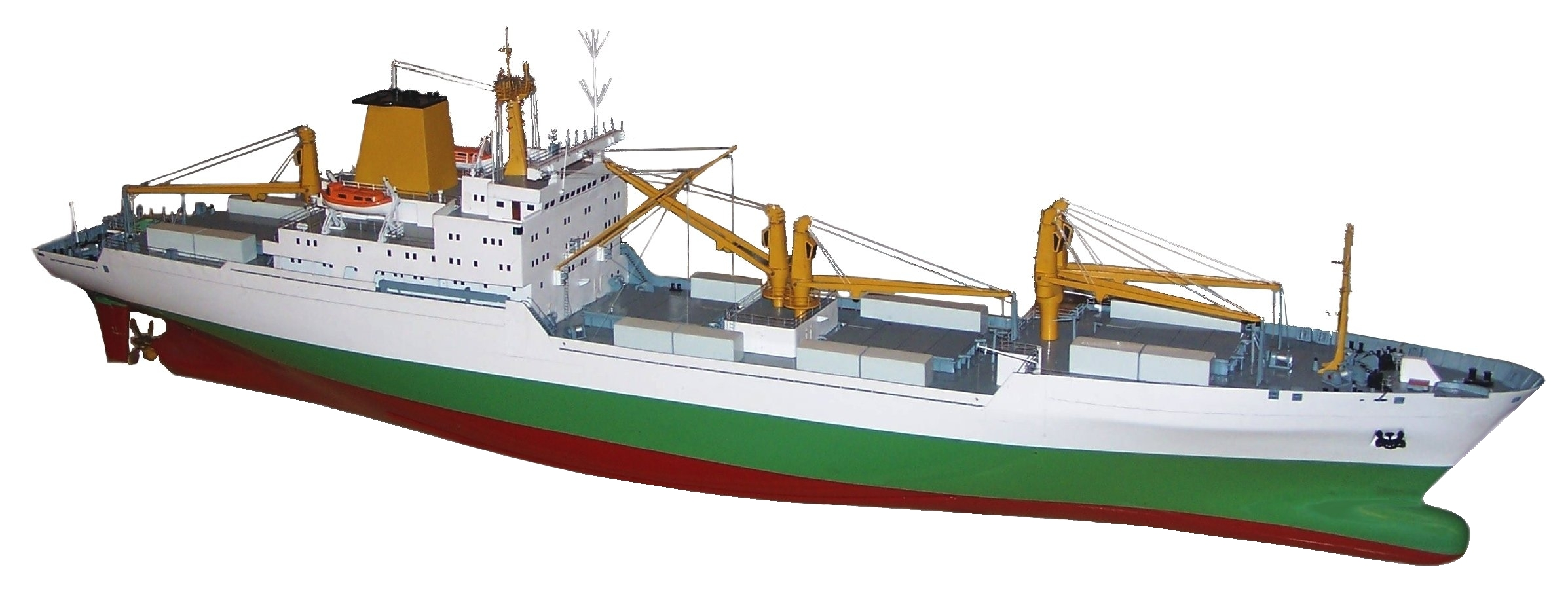
Franja variable en color verd.

La franja variable  és la part de la carena d'un vaixell, que a causa dels diferents estats de càrrega pot estar submergida o no. La franja variable queda compresa entre la màxima flotació (calat màxim) i el calat mínim. A causa dels múltiples canvis en la condició de càrrega és la part més agredida pels agents corrosius que afecten al buc d'un vaixell i, per tant, reben un tracte de manteniment i pintura diferenciats.
La  franja variable  és doncs la part canviant de la carena, ja que, depenent de la càrrega del vaixell, el volum submergit i, per tant, l'obra viva varia. En canvi la carena té un sentit més estàtic: al "donar carena" es fa a tota aquella part susceptible de ser submergida amb qualsevol càrrega del vaixell.

## Influències de la franja variable
La franja variable influeix en les tres raons fonamentals per tenir un volum mínim del  buc del vaixell fora de l'aigua:
- Com a reserva de flotabilitat, perquè quan el vaixell navegui entre ones l'aigua embarcada sigui la mínima.
- En cas d'inundació del vaixell, també la reserva de flotabilitat evitarà el seu  enfonsament, o si més no, el retardarà el màxim possible.
- La magnitud de la franja variable influeix en l'estabilitat transversal, ja que en augmentar el francbord, l'angle per al qual s'anul·la l'estabilitat, també augmenta.